# فیلیز تاچباش
فیلیز تاچباش (انگلیسی: Filiz Taçbaş؛ ۱۹۶۴ (۶۰–۶۱ سال) – ) بازیگر، تنیسور اهل ترکیه است.